# 松菊里遗迹
松菊里遗迹（：／ Songguk-ri Yujeok */?）位于韩国忠清南道扶餘郡，是无纹陶器时代中后期（公元前850年至公元前300年左右）的考古遗址。松菊里遗迹留下了重要的聚落和墓葬痕迹，是韩国史前时期研究中的重要遗址，被列为第249号史蹟。
松菊里遗迹从1975年起，由國立中央博物館扶餘分館多次进行发掘调查，发现44座圆形半地穴式房屋等遗迹，以及一个居住区被篱笆围绕的遗迹。在高级石棺中出土了辽宁式曲刃青铜短剑、管玉珠、精美的磨制石短剑等。

## 関連項目
- 朝鲜半岛历史
- 史前朝鮮
- 无纹陶器时代